# トヨタ・B型エンジン (2代目)
トヨタ・B型エンジン（トヨタ・Bがたエンジン）は、トヨタ自動車の水冷直列4気筒ディーゼルエンジンの系列である。
トヨタ自動車は1950年代から自動車用ディーゼルエンジンの開発を手掛けてはいたが、B型エンジンは業務提携したダイハツ工業が開発した。ダイハツはもともとエンジンメーカーが出自であり、舶用や鉄道用などの用途では早くから高速ディーゼルエンジン開発の経験を積んでいた。1960年代にはいすゞ自動車を追うように小型トラック用ディーゼルエンジン開発にも成功しており、これらの実績からB型の開発を受託したものである。
堅実かつ汎用性の高いエンジンで、当初の3Lから最終的に4.1Lまで排気量拡大、ヘッドの直噴化やターボチャージャー装備など改良を重ねつつ、1969年から30年以上にわたり、トヨタ系の中型トラックやマイクロバス・四輪駆動車等のエンジンとして広く用いられた。

## 系譜
- エンジン型式一覧の自動車用エンジンの系譜を参照。

## 型式
1969年2月登場
ディーゼルエンジン/LPGエンジン/CNGエンジン
水冷直列4気筒OHV

### B - 3,000cc
渦流室式
- 種類：OHV 8バルブ
- 排気量：2.977L
- 内径×行程：95.0×105.0(mm)
- 圧縮比：21.0
- 最高出力：62.5kW(85ps)/3,600rpm
- 最大トルク：196.1N・m(20.0kg・m)/2,200rpm
- 搭載車種（車両型式）
  - （初）ダイナ10系（BU10）
  - ランドクルーザー40系（BJ40・40V/43）
  - コースター（BU18）
  - トヨエース20系(BY20)

### 2B - 3,200cc
渦流室式　
- 種類：OHV 8バルブ
- 排気量：3.168L
- 内径×行程：98.0×105.0(mm)
- 圧縮比：21.0
- 最高出力：68.4kW(93ps)/2,200rpm
- 最大トルク：215N・m(21.9kg・m)/2,200rpm
- 搭載車種（車両型式）
  - （初）コースター10系（BB10/K-BB11）
  - ランドクルーザー40系（BJ41・41V/44・44V）

### 3B - 3,400cc
渦流室式
- 種類：OHV 8バルブ
- 排気量：3.431L
- 内径×行程：102.0×105.0(mm)
- 圧縮比：20.0
- 最高出力：72kW(98ps)/3,500rpm
- 最大トルク：225N・m(23.0kg・m)/2,200rpm
- 搭載車種（車両型式）
  - ダイナ20、30系（BU20、30）
  - ランドクルーザー60系（BJ60V・61V）
  - ランドクルーザー40系（BJ42・42V/46・46V）
  - ランドクルーザー70系（BJ70・70V/73・73V）
  - コースター20・30/40・50系
  - トヨエース

### 3B-II - 3,400cc
渦流室式
- 種類：OHV 8バルブ
- 排気量：3.431L
- 内径×行程：102.0×105.0(mm)
- 圧縮比：20.0
- 最高出力：69kW(94ps)/3,500rpm
- 最大トルク：221N・m(22.5kg・m)/2,000rpm
- 搭載車種（車両型式）
  - ランドクルーザー70系（BJ70/70V/73V）

### 4B - 3,700cc
排出ガス中のNOx低減のため直噴式の14B型を副室式に設計変更したもの。
渦流室式
- 種類：OHV 8バルブ
- 排気量：3.660 L
- 内径×行程：102.0×112.0(mm)
- 搭載車種（車両型式）
  - ダイナ/トヨエース
    - OEM車の日野・デュトロ及びダイハツ・デルタトラック

### 11B - 3,000cc
直接噴射式
- 種類：OHV 8バルブ
- 排気量：2.977L
- 内径×行程：95.0×102.0(mm)
- 最高出力：66kW(90ps)
- 最大トルク：206N・m(21.0kg・m)
- 搭載車種（車両型式）
  - ダイナ/トヨエース

### 13B - 3,400cc
直接噴射式
- 種類：OHV 8バルブ
- 排気量：3.431L
- 内径×行程：102.0×105.0(mm)
- 圧縮比：17.6
- 最高出力：74kW(100ps)
- 最大トルク：235N・m(24.0kg・m)
- 搭載車種（車両型式）
  - ダイナ/トヨエース
  - ダイハツ・デルタトラック

### 13B-T - 3,400cc
直接噴射式 ターボ付き
- 種類：OHV 8バルブ
- 排気量：3.431L
- 内径×行程：102.0×105.0(mm)
- 圧縮比：17.6
- 最高出力：96kW(130ps)/3,400rpm
- 最大トルク：294N・m(30.0kg・m)/2,000rpm
- 搭載車種（車両型式）
  - ランドクルーザー70 ヘビー系（BJ71V/74V）
  - ダイナ/トヨエース

### 14B - 3,700cc
直接噴射式
- 種類：OHV 8バルブ
- 排気量：3.661L
- 内径×行程 102.0×112.0(mm)
- 圧縮比：18.0
- 最高出力：85kW(115ps)/3,400rpm
- 最大トルク：265N・m(27.0kg・m)/1,800rpm
- 搭載車種（車両型式）
  - ダイナ/トヨエース
  - コースター（BB24（標準ボデーのEX）/23（標準ボデーのクーラー付DX））AT車設定あり。1988-92年まで。

### 14B-T - 3,700cc
直接噴射式 ターボ付き
- 種類：OHV 8バルブ
- 排気量：3.661L
- 内径×行程 102.0×112.0(mm)
- 最高出力：103kW(140ps)/3,400rpm
- 最大トルク：333N・m(34.0kg・m)/1,800rpm
- 搭載車種（車両型式） 
  - ダイナ/トヨエース

### 15B-F - 4,100cc
直接噴射式
- 種類：OHV 16バルブ
- 排気量：4.104L
- 内径×行程：108.0×112.0(mm)
- 圧縮比：17.8
- 最高出力：86kW(116ps)/3,200rpm
- 最大トルク：290N・m(29.6kg・m)/2,000rpm
- 搭載車種（車両型式）
  - ダイナ/トヨエース

### 15B-FT - 4,100cc
直接噴射式 インタークーラーターボ付き
- 種類：OHV 16バルブ
- 排気量：4.104L
- 内径×行程：108.0×112.0(mm)
- 圧縮比：17.8
- 最高出力：114kW(155ps)/3,200rpm
- 最大トルク：382.5N・m(39.0kg・m)/1,800rpm
- 搭載車種（車両型式）
  - ダイナ/トヨエース
  - コースター
  - メガクルーザー
  - 高機動車（BXD10）

### 15B-FTE - 4,100cc
電子制御直接噴射式 インタークーラーターボ付き
- 種類：OHV 16バルブ
- 排気量：4.104L
- 内径×行程：108.0×112.0(mm)
- 圧縮比：18.4
- 最高出力：125kW(170ps)/3,000rpm
- 最大トルク：421.7N・m(43.0kg・m)/1,600rpm
- 搭載車種（車両型式）
  - ダイナ/トヨエース
    - OEM車の日野・デュトロ及びダイハツ・デルタトラック

  - コースター
  - メガクルーザー
  - 高機動車（BXD10）

### 15B-FP - 4,100cc
LPG（液化石油ガス） 4バルブ
- ダイナ/トヨエース

### 15B-FNE - 4,100cc
CNG（圧縮天然ガス） 4バルブ
- ダイナ/トヨエース